# Drugi blok jedrske elektrarne Krško
Drugi blok jedrske elektrarne Krško (tudi JEK2 ali NEK2) je načrtovani drugi reaktor edine slovenske jedrske elektrarne Krško. Nova elektrarna bi proizvedla veliko količino nizkoogljične električne energije, zmanjšala uvozno odvisnost Slovenije, ter zagotovila predvidljivo oskrbo z električno in toplotno energijo v obliki daljinskega ogrevanja v primeru energetske krize.  

## Potreba po novem bloku
Slovenija je leta 2023 uvozno odvisna pri oskrbi z električno energijo. Potrebe po električni energiji zvišuje elektrifikacija prometa in ogrevanja. Termoelektrarna Šoštanj ni cenovno konkurenčna in bo zmanjšala proizvodnjo električne energije. Jedrska elektrarna Krško je z letom 2023 vstopila v obdobje podaljšanega obratovanja in bo obratovala do leta 2043. Drugi blok bi lahko pokril izpad proizvodnje iz zaprtih elektrarn.
Velik potencial uporabe objekta ima daljinsko ogrevanje mesta Zagreb z letno potrebo 1,3 do 2 TWh toplote v vrednosti prihodka od toplote 195 do 300 milijonov EUR na leto (150 EUR/MWh), kjer ima daljinsko ogrevanje na fosilna goriva zdaj instalirano moč toplarn 439 MW toplote na zahodna EL-TO in 850 MW toplote na vzhodna TE-TO, tako bi se ogljični odtis mesta bistveno znižal in strošek kuponov CO2 bi bil ničen. Mogoče je tudi ogrevati občine Krško, Brežice in Samobor. V svetu 43 jedrskih elektrarn zagotavlja daljinsko ogrevanje. Predvidena razpoložljiva toplotna moč novega reaktorja je preko 3000 MW toplote, kar je več kot dovolj za bodoče mogoče porabnike.
Potencialne druge rabe objekta bi lahko bile tudi proizvodnja vodika.

## Potencialni modeli reaktorjev
19. julija 2021 je Ministrstvo za infrastrukturo izdalo energetsko dovoljenje za elektrarno moči 1100MW +-10%.
GEN energija je opravila tehnični dialog s potencialnimi ponudniki EDF, KHNP in Westinghouse. Ti ponujajo reaktorje v razponu električne moči od 1000MW do 1600MW, ki lahko letno proizvedejo od 8 TWh do 12 TWh električne energije.

## Cena
Leta 2015 je bila skupna vrednost projekta ocenjena na od 3,5 do 5 milijard evrov.
Leta 2023 je bila groba ocena stroška projekta za 1600 MW reaktor ocenjena na 11 milijard evrov.
V letu 2024 je GEN energija opravila podrobnejše analize in predstavila ekonomiko projekta JEK2. V analizi je prišla do rezultatov, da je investicijska vrednost JEK2: 
- 10,9 milijard EUR pri moči 1150 MW (Westinghouse),
- 12,2 milijarde EUR pri moči 1300 MW (KHNP Korea Hydro & Nuclear Power ),
- 15,3 milijarde EUR pri moči 1650 MW (EDF Électricité de France)

Podobni reaktor AP1000 v jedrski elektrarni Vogtle Electric Generating Plant končani leta 2023 Vogtle 3 in 2024  Vogtle 4 v ZDA je stal 18,4 milijarde USD eden oz. skupna vrednost dveh reaktorjev Vogtle 3 in 4 znaša 36,8 milijard USD pri električni moči 1250 MW vsak (3,415 MW toplotne moči vsak). 

### Financiranje
Občutljivostna analiza je pokazala, da na donosnost investicije najbolj vpliva dosežena cena električne energije pri prodaji. GEN energija ocenjuje, da je 70 evrov na megavatno uro najnižja cena energije, pri kateri je investicija ekonomsko upravičena. Direktor družbe ELES ocenjuje, da bo strošek financiranja med 4,5% in 5%, ob tem je najnižja donosna prodajna cena okrog 121 evrov na megavatno uro.
Verjetnostna analiza tveganja je pokazala, da je pri enoti z močjo 1000 MW približno 60% verjetnost, da bo neto sedanja vrednost pozitivna, torej da bo investicija donosna. S povečevanjem moči elektrarne se povečuje verjetnost, da bo investicija donosna, a se ob tem viša tudi tveganje maksimalnih možnih izgub.
Možni viri financiranja so lastna kapitalska sredstva investitorjev, npr. GEN energija in morebitnih sovlagateljev, ter dolžniška sredstva - krediti. Minister za finance je na javni tribuni ministrstva za okolje povedal, da bi se lahko država zadolževala ceneje od investicijskega podjetja in da bi to lahko bil način za ugodnejše financiranje.

## Študije in predpriprave
Sedanji JEK stoji na potresnem območju, zato je GEN leta 2013 naročil študijo o tektoniki območja ter varnostnih tveganjih. Izvedenci so v poročilu Karakterizacija libenske prelomnice in tektonska zgradba Krške kotline prišli do zaključka, da so tveganja inženirsko nepomembna. Francoski inštitut IRSN je leta 2013 podal negativno mnenje o gradnji drugega bloka v Krškem zaradi bližine tektonske prelomnice Libna, čeprav po študiji ta sploh ni prelom. Do leta 2015 je GEN za študije in analize porabil 12 milijonov evrov, do leta 2020 16 milijonov evrov (v stroške je všteta tudi selitev vasi Vrbina).
Program JEK 2 na podlagi Celovitega nacionalnega energetskega in podnebnega načrta (NEPN) podpira tudi Energetska zbornica Slovenije.
Energetsko dovoljenje za objekt je Ministrstvo za infrastrukturo na podlagi Dolgoročne podnebne strategije Slovenije in Celovitega nacionalnega energetskega in podnebnega načrta izdalo 19. julija 2021. Ta je odprl možnost začetka dokumentacijskih in projektnih postopkov.

## Odzivi

### Lokalni odzivi
Zaradi izdaje energetskega dovoljenja so tri okoljevarstvene organizacije (Društvo za sonaraven razvoj Focus, Center za pravno varstvo človekovih pravic in okolja, Društvo Prihodnost) vložile tožbo proti Ministrstvu za infrastrukturo, saj je dovoljenje po njihovem mnenju ilegalno. Proti izgradnji drugega bloka je tudi Peter Novak, saj meni, da se lahko Slovenija zanese na vire Sonca in vetra.
Izgradnjo drugega bloka ter nadaljnjo uporabo jedrske energije podpira Robert Golob, predsednik 15. vlade RS in nekdanji predsednik GEN-I.

### Mednarodni odzivi
Ob izdaji energetskega dovoljenja je na neformalnem srečanju okoljskih ministrov svoje pomisleke izrazila avstrijska okoljska ministrica Leonore Gewesser. Ta meni, da jedrska energija »ni varna« ter da je JEK 2 »še posebej tvegan« objekt ob avstrijski meji. Zainteresiranost pri gradnji je na istem dogodku izkazal hrvaški okoljski minister Tomislav Ćorić; čeprav pa je izrazil nasprotovanje gradnji skupnega odlagališča nizko in srednjeradioaktivnih odpadkov v Vrbini. Pomisleke o izgradnji JEK 2 je že leta 2011 izrazil tudi zagrebški mestni urad.
22. avgusta 2019 je Marjan Šarec, takratni premier, izpostavil nujnost izgradnje JEK 2 in s tem povzročil ostre odzive avstrijskih politikov. Namestnik štajerskega deželnega glavarja Michael Schickhofer (SPÖ) je Šarčeve izjave pospremil z oznako, da so nesprejemljive ter dejal, da »je bolje, da se nuklearko v Krškem odklopi rajši danes kot jutri. V nobenem primeru ne sme priti do njene razširitve.«
Avstrijska okoljevarstvena organizacija Global 2000 je v sodelovanju s slovenskim društvom FOCUS in hrvaško Zelena akcija ustvarila peticijo za (sicer neupravičeno) zaustavitev že izgrajenega NEK in zaustavitev vseh procesov na JEK 2. Junija 2021 je peticijo podpisalo več kot 43.000 ljudi. Avstrijski kancler Sebastian Kurz je avstrijske pomisleke glede novega bloka znova izpostavil tudi 26. junija 2021 na prireditvi ob dnevu državnosti.